# Nikołaj Gniedicz
Nikołaj Iwanowicz Gniedicz (ros. Никола́й Ива́нович Гне́дич, ur. 13 lutego 1784 w Połtawie, Imperium Rosyjskie, zm. 15 lutego 1833 w Petersburgu) – rosyjski poeta i tłumacz. 
Autor przekładu Iliady Homera (1807-1821) oraz tłumaczeń m.in. utworów Schillera, Szekspira i Woltera. Napisał także poemat Rożdienije Gomiera w 1817 r. Jego dzieła zostały opublikowane w przekładzie polskim w antologii Dwa wieki poezji rosyjskiej w 1954 r.
Był zwolennikiem oparcia literatury rosyjskiej na wzorach monumentalnych form poezji starogreckiej.